# Paulo Sousa
Paulo Manuel Carvalho de Sousa (Viseu, Portugália, 1970. augusztus 30. –) 52-szeres portugál válogatott labdarúgó, edző. Legutóbb a Salernitana vezetőedzője volt.

## Labdarúgó-pályafutása
1996-ban a Juventus, 1997-ben a Borussia Dortmund játékosaként nyert Bajnokok Ligáját.

## Edzőként
Edzői karrierjét a portugál válogatottnál kezdte ahol 2008-ban Carlos Queiroz segítőjeként dolgozott.
2008. november 19-étől a Queens Park Rangers vezetőedzője lett, azonban 2009. április 9-én menesztették, egy klubon belüli viszály miatt.
Következő klubja a walesi Swansea City volt. 2009. július 18-án jelentették be az érkezését. Ez július 23-án vált biztossá, amikor is hároméves szerződést írt alá. Sousa vezetésével a csapat a hetedik helyen végzett, egy hellyel lemaradva a rájátszástól. 2010. július 4-én közös megegyezéssel távozott a klubtól.
Harmadik csapata edzői pályafutása során a Leicester City volt. 2010. július 7-én lett a csapat edzője. Októberben, kevesebb mint három hónap után megváltak Sousától a gyenge szezonkezdet miatt.
2011. május 15-én jelentették be, hogy ő lesz a Videoton vezetőedzője a 2011–12-es szezontól. Sousa júniustól kezdte meg a munkáját az új klubjánál, ahol három évre írt alá szerződést. A székesfehérvári csapattal  bejutott a 2012–2013-as Európa-liga csoportkörébe, ahol 3. helyen végzett a Videoton.
2013. január 7-én jelentették be hivatalosan, hogy Paulo Sousa családi okok miatt szerződést bontott a Videoton FC csapatával. Aznap több médium is hírt adott arról, hogy Paulo Sousa az Amerikai Egyesült Államokbeli New York Red Bulls vezetőedzői pozíciójára esélyes.
Végül is az izraeli Makkabi Tel-Aviv edzője lett, akivel kiejtette a Győri ETO-t a Bajnokok ligája 2013-as selejtezőjéből.
2014. május 28-án hároméves szerződést kötött a svájci FC Basellel. Csapatával már az első szezonjában megnyerte a bajnokságot.
2015. június 21-én az olasz ACF Fiorentina edzője lett. 2017. június 6-án Stefano Pioli váltotta a firenzeiek kispadján. Ezt követően 2017 nyarán szóba került a neve a magyar válogatottnál, mint Bernd Storck utódja.
2017. november 6-án a kínai bajnokságban szereplő Tiencsin Csüancsien FC vezetőedzőjének nevezték ki. A csapattal bejutott az ázsiai Bajnokok Ligája negyeddöntőjébe, de a gyenge bajnoki szereplés miatt 2018 októberében menesztették.
2019 márciusában a Bordeaux vezetőedzője lett. Egy szezon után a gyenge szereplés után lemondott, amit sajnálattal, de a vezetőség elfogadott.
2021. január 21-én Lengyelország szövetségi kapitányának nevezték ki.

## Sikerei, díjai

### Játékosként
Benfica
- Portugál bajnok: 1990–91
- Portugál kupagyőztes: 1992–93

Juventus
- Bajnokok ligája-győztes: 1995–96
- Olasz bajnok: 1994–95
- Olasz kupagyőztes: 1994–95
- Olasz szuperkupa-győztes: 1995

Borussia Dortmund
- Bajnokok ligája-győztes: 1996–97
- Interkontinentális kupagyőztes: 1997
- Német szuperkupa-győztes: 1996

Portugália
- U20-as vb-győztes: 1989
- Eb-bronzérmes: 2000

### Edzőként
Videoton
- Magyar ligakupa-győztes: 2011–12
- Magyar szuperkupa-győztes: 2011, 2012
- Magyar bajnoki ezüstérmes: 2011-12

Makkabi Tel-Aviv
- Izraeli bajnok: 2013–14

FC Basel
- Svájci bajnok: 2014–15

## Statisztikái

### Játékosként
| Szezon  | Csapat            | Bajnokság | Bajnokság |
| Szezon  | Csapat            | Meccs     | Gól       |
| ------- | ----------------- | --------- | --------- |
| 1989–90 | Benfica           | 2         | 0         |
| 1990–91 | Benfica           | 36        | 0         |
| 1991–92 | Benfica           | 24        | 1         |
| 1992–93 | Benfica           | 25        | 0         |
| 1993–94 | Sporting          | 31        | 2         |
| 1994–95 | Juventus          | 26        | 1         |
| 1995–96 | Juventus          | 28        | 0         |
| 1996–97 | Borussia Dortmund | 11        | 1         |
| 1997–98 | Borussia Dortmund | 16        | 0         |
| 1997–98 | Internazionale    | 11        | 0         |
| 1998–99 | Internazionale    | 10        | 0         |
| 1999–00 | Internazionale    | 10        | 0         |
| 1999–00 | Parma             | 8         | 0         |
| 2000–01 | Panathinaikósz    | 6         | 0         |
| 2001–02 | Panathinaikósz    | 4         | 0         |
| 2001–02 | Espanyol          | 9         | 0         |

| Év   | Válogatott | Meccs | Gól |
| ---- | ---------- | ----- | --- |
| 1991 | Portugália | 5     | 0   |
| 1993 | Portugália | 8     | 0   |
| 1994 | Portugália | 5     | 0   |
| 1995 | Portugália | 6     | 0   |
| 1996 | Portugália | 5     | 0   |
| 1997 | Portugália | 5     | 0   |
| 1998 | Portugália | 2     | 0   |
| 1999 | Portugália | 8     | 0   |
| 2000 | Portugália | 5     | 0   |
| 2001 | Portugália | 2     | 0   |
| 2002 | Portugália | 1     | 0   |

### Edzőként
Legutóbb 2023. október 08-án lett frissítve.
| Nemzet        | Csapat              | –tól               | –ig                 | Mérleg     | Mérleg | Mérleg | Mérleg | Mérleg | Mérleg | Mérleg | Mérleg |
| M             | GY                  | D                  | V                   | Győzelem % | RG     | KG     | +/-    |        |        |        |        |
| ------------- | ------------------- | ------------------ | ------------------- | ---------- | ------ | ------ | ------ | ------ | ------ | ------ | ------ |
| Anglia        | Queens Park Rangers | 2008. november 19. | 2009. április 9.    | 26         | 7      | 12     | 7      | 26.92  | 23     | 24     | –1     |
| Wales         | Swansea City        | 2009. június 23.   | 2010. július 4.     | 49         | 18     | 18     | 13     | 36.73  | 45     | 39     | +6     |
| Anglia        | Leicester City      | 2010. július 7.    | 2010. október 1.    | 12         | 4      | 2      | 6      | 33.33  | 18     | 27     | –9     |
| Magyarország  | Videoton            | 2011. július 13.   | 2013. január 7.     | 30         | 21     | 3      | 6      | 70     | 58     | 19     | +39    |
| Izrael        | Makkabi Tel-Aviv    | 2013. június 11.   | 2014. május 28.     | 49         | 31     | 10     | 8      | 63.27  | 91     | 45     | +46    |
| Svájc         | Basel               | 2014. június 18.   | 2015. június 17.    | 50         | 32     | 7      | 11     | 64     | 112    | 60     | +52    |
| Olaszország   | Fiorentina          | 2015. június 21.   | 2017. június 6.     | 95         | 43     | 25     | 27     | 45,26  | 155    | 121    | +34    |
| Kína          | Tiencsin Csüancsien | 2017. november 6.  | 2018. október 5.    | 37         | 13     | 10     | 14     | 35.14  | 51     | 58     | −7     |
| Franciaország | Bordeaux            | 2019. március 8.   | 2020. augusztus 10. | 43         | 13     | 13     | 17     | 30.23  | 54     | 52     | +2     |
| Lengyelország | Lengyelország       | 2021. január 21.   | 2021. december 29.  | 15         | 6      | 5      | 4      | 40     | 37     | 20     | +17    |
| Brazília      | Flamengo            | 2021. december 29. | 2022. június 9.     | 32         | 19     | 7      | 6      | 59.38  | 59     | 29     | +30    |
| Olaszország   | Salernitana         | 2023. február 15.  | 2023. október 10.   | 25         | 5      | 12     | 8      | 20     | 28     | 37     | −9     |
| összesen      | összesen            | összesen           | összesen            | 520        | 242    | 138    | 140    | 46.54  | 811    | 576    | +235   |